# ان‌جی‌سی ۴۶۵
ان‌جی‌سی ۴۶۵ (انگلیسی: NGC 465) یک خوشه باز در ابرهای ماژلانی است و به عنوان بخشی از صورت فلکی توکان، توسط ستاره‌شناس اسکاتلندی، جیمز دانلوپ در سال ۱۸۲۶ میلادی کشف شد.